# Jeroni Juncadella i Casanovas
Jeroni Juncadella i Casanovas   (Barcelona, c. 1802 - Barcelona, 9 de gener de 1875) va ser un fabricant tèxtil barceloní del segle xix.

## Biografia
Fill de Joan Juncadella, fabricant, i de Teresa Casanovas, tots dos de Barcelona.
Segons el Padró del 1829, era el titular d'una fàbrica de teixits al carrer del Carme, on tenia 100 telers. Aquell mateix any, es va associar amb el fabricant de teixits Josep Serra i Marrugat per a explotar una fàbrica al carrer de l'Hospital. El 1836 tenia un càrrec representatiu a la Comissió de Fàbriques de Filats, Teixits i Estampats de Cotó de Catalunya, i aquell mateix any, va liquidar la societat amb Serra i va fer construir una nova fàbrica de filats i teixits a la plaça de Sant Pere de Barcelona (vegeu [[]]), i el 1842, una altra més gran al carrer de la Riereta, en societat amb Prat Germans.
El 1853 va fer construir un edifici residencial entre els carrers de Ferran i de la Lleona, on posteriorment hi establí el despatx de la seva fàbrica. A la mateixa època, va comprar les instal·lacions de la filatura de llana de la Societat Espanyola al carrer de Recaredo, 4 de Sant Martí de Provençals, que serien conegudes com La Campana. El 1863 fou un dels fundadors del Crèdit Hipotecari i Mercantil, un banc que tindria com a principal accionista Antoni López i López, fundador de la Companyia Transatlàntica i futur marquès de Comillas.
Morí el mes de gener del 1875, deixant una considerable fortuna als seus fills. En el sector financer, Antoni Juncadella i Oliva seria membre del consell del Crèdit Hipotecari i Mercantil, i Emili de la junta de govern del Banc de Barcelona (1884-1900) i fundador del Crèdit i Docks (1881). Tots dos exercirien també càrrecs a la junta del Ferrocarril i Mines de Sant Joan de les Abadesses, i el 1880 van participar en la constitució de l'Institut de Foment del Treball Nacional per fusió del Foment de la Producció Nacional i de l’Institut Industrial de Catalunya. El 1881, Emili i Antoni, juntament amb el seu germà Rodolf, serien fundadors de la companyia Catalana de Vapors Transatlàntics.